# Stortjärnen (Storsjö socken, Härjedalen, 697848-134051)
Stortjärnen är en sjö i Bergs kommun i Härjedalen och ingår i Ljungans huvudavrinningsområde. Sjön har en area på 0,367 kvadratkilometer och ligger 975,3 meter över havet.

## Delavrinningsområde
Stortjärnen ingår i det delavrinningsområde (697798-134089) som SMHI kallar för Utloppet av Stortjärnen. Medelhöjden är 991 meter över havet och ytan är 1,59 kvadratkilometer. Det finns inga avrinningsområden uppströms utan avrinningsområdet är högsta punkten. Vattendraget som avvattnar avrinningsområdet har biflödesordning 3, vilket innebär att vattnet flödar genom totalt 3 vattendrag innan det når havet efter 350 kilometer. Avrinningsområdet består mestadels av kalfjäll (77 procent). Avrinningsområdet har 0,37 kvadratkilometer vattenytor vilket ger det en sjöprocent på 23 procent.